# Sabóia (Odemira)
Sabóia is een plaats (freguesia) in de Portugese gemeente Odemira en telt 1344 inwoners (2001).